# 查爾斯·麥馬漢與達爾文·賈基
查爾斯·麥馬漢（英語：Charles McMahon，1953年5月10日—1975年4月29日）和達爾文·李·賈基（英語：Darwin Lee Judge，1956年2月16日—1975年4月29日）是越南戰爭期間最後兩名喪命於越南境內的美國軍人，兩者均為美國海軍陸戰隊士兵，在西貢陷落的前一日執行任務時，因為一場火箭砲襲擊而身亡。
麥馬漢是來自麻薩諸塞州溫本的一位陸戰隊下士，死時尚有11天就滿22歲；賈基則是來自愛荷華州馬歇爾鎮的陸戰隊准下士，死時19歲。

## 殉職與後續
麥馬漢於1975年4月18日被派到西貢，賈基則是於3月初就抵達當地，兩人作為美國駐南越大使館下屬的海軍陸戰隊使館警衛營衛兵，負責戍衛美國駐南越國防武官辦事處在西貢新山一空軍基地隔壁的本部營區（DAO Compound）。4月29日凌晨3時30分，越南人民軍（北越軍）的攻城部隊朝武官室的1號崗哨發射砲彈，當場擊斃了正在值勤的兩人。
由於美國對於駐越期間死亡人員制定了一套處理程序，因此兩名陸戰隊衛兵的遺體都送到新山一機場附近的基督復臨安息日會附設醫院。當日中午過後，美國海軍與陸戰隊開始派出直升機和軍艦到西貢實施「常風行動」，準備透過空路接走所有還在越南的美國人。留守院區的幾位職員在下午接到了打入醫院的電話，他們在通話中表示遺體已經跟著疏散。但是實際上，過了4月30日、美軍完成疏散行動後，麥馬漢與賈基的遺體都還留在當地沒有運出。直到1976年時，參議員泰德·甘迺迪才透過外交途徑將兩人的遺體從越南送回。
美國海軍陸戰隊直至事發25年後，才替達爾文·賈基准下士完成陸戰隊下葬儀式。西貢陷落當日在美國大使館擔任陸戰隊衛兵指揮官的退役中校吉姆·基恩（Jim Kean）親手將國旗交給賈基的父母。加州還成立了一個非營利公益組織——陸戰隊西貢陷落協會（The Fall of Saigon Marines Association），以表彰這最後兩位陣亡在越南的陸戰隊員。由於賈基就學時獲得了鷹級童軍的資格，因此該協會還捐贈了500元美金給他老家的馬歇爾高校（Marshalltown High School），獎勵該校內成為鷹級童軍的學子。

## 末位及首位美國越戰身亡者
查爾斯·麥馬漢與達爾文·賈基為最後兩位死於越南境內的美國人，但他們並非美國在越戰中最後的身亡者，因為越戰的定義還包括了美國對柬埔寨和寮國的武裝干涉，按照此定義，1975年5月發生於柬埔寨通島的馬亞圭斯號事件為美國在越戰戰場的最後一場戰鬥，所以該事件中陣亡的13位美軍才是末批命喪越戰的美國人，同時亦為越戰紀念碑上的最後一批名字。
美國第一位死在越南的人員是赴遠東參加飛虎隊的美國陸軍飛行員約翰·多諾萬（John T. Donovan），1942年5月12日殉職，但由於當時越戰尚未爆發，因此越戰紀念碑沒有刻上他的名字。
直到越戰結束40年後，美國第一位越戰身亡者的身分依然存在著爭議。1956年6月在南越某省死於同僚謀害的美軍顧問團團員——空軍上士理查·費茲吉本雖是美國打越戰以前就喪命的人物，但是他的家人依然向政府遊說，希望能將越戰身亡者的定義日期向前推，最後他們的請求由眾議員愛德華·馬基受理。美國國防部在經過了一番審視之後，決定將日期推前至1955年11月1日，因為該天是駐越美軍顧問團（MAAG, Vietnam）從印度支那美軍顧問團（MAAG, Indochina）之下獨立出來的日子，而被當作美軍人員派駐越南的開端。當這樣的更改生效後，費茲吉本就成了第一位在越戰中殉職的美國人員，他的名字還在1999年時添加到越戰紀念碑中。在費茲吉本之後，官方紀錄中最早的死亡人員是美國陸軍的戴爾·布伊斯少校和切斯特·查爾斯·奧夫南士官長，此兩人在1959年7月18日死於邊和的一場越共襲擊。